# Philip John Ford
Philip John Ford (* 28. März 1949 in Ilford; † 8. April 2013) war ein britischer Romanist und neulateinischer Philologe.
Nach dem Besuch der Ilford County High School for Boys studierte Ford Modern and Medieval Languages in der ungewöhnlichen Kombination Französisch, Latein und Neugriechisch am King’s College (Cambridge). Nach dem Abschluss begann er 1972 ein Promotionsstudium bei Ian D. McFarlane, das er 1976 mit einer thesis zu George Buchanan abschloss. Im Anschluss ging er ein Jahr an die Universität Bordeaux, wo er 1977 eine maîtrise ès lettres erwarb. Nach seiner Rückkehr wurde er zum Research Fellow am Girton College, Cambridge, ernannt, ein Jahr darauf zum Lecturer für Französisch an der Universität Aberdeen. 1981/1982 kehrte er als Assistant Lecturer an die Universität Cambridge zurück. 1982 wurde er Fellow des Clare College und Director of Studies in Modern Languages. 1986 wurde er zum Lecturer ernannt, 1999 zum Reader und 2004 wurde eine persönliche Professur für ihn eingerichtet. Ford ist an einer Krebserkrankung verstorben.
Ford war von 2006 bis 2009 Vize-Präsident der Société Française pour l’étude du Seizième Siècle, von 2007 bis 2013 Präsident der Fédération internationale des Instituts et Sociétés pour l’Étude de la Renaissance und 15 Jahre lang Mitglied des Executive Board der International Association for Neo-Latin Studies sowie schließlich von 2006 bis 2009 deren Präsident. 2001 wurde er auch mit dem Titel eines Chevalier und 2004 eines Officier des französischen Ordre des Palmes Académiques ausgezeichnet. Die Académie royale des Sciences, des Lettres et des Beaux-Arts de Belgique wählte ihn 2004 zum korrespondierenden Mitglied. 2009 wurde Ford zum Fellow der British Academy gewählt.
Ford arbeitete zur französisch- und englischsprachigen wie zur lateinischen Literatur der Renaissance. Eine erste Monographie nach der Dissertation war wiederum George Buchanan gewidmet, die zweite dem französischen Lyriker Pierre de Ronsard. Es folgte eine weitere zur Homer-Rezeption der Renaissance und eine vierte zum strittigen Verhältnis von lateinischer und nationaler Sprache in der Renaissance. Des Weiteren legte Ford kritische Editionen eines Texts von George Buchanan und des französischen Theaterautors Alexandre Hardy vor. Aus einer Vielzahl von Konferenzen gingen zudem verschiedene Sammelbände hervor. Mit Jan Bloemendal und Charles Fantazzi gab Ford schließlich eine postum erschienene Enzyklopädie der neulateinischen Welt heraus, die erste Darstellung ihrer Art. 

## Schriften (Auswahl)
Monographien
- The Judgement of Palaemon: The Contest between Neo-Latin and Vernacular Poetry in Renaissance France. Leiden 2013, (Auszüge online)
- De Troie à Ithaque: Réception des épopées homériques à la Renaissance. Genève 2007, (Auszüge online).
- Ronsard’s Hymnes: A Literary and Iconographical Study. Tempe AZ 1997.
- George Buchanan, Prince of Poets. With an Edition (Text, Translation, Commentary) of the ‘Miscellaneorum liber’. Aberdeen, 1982.
- The Poetical Works of George Buchanan Before His Final Return to Scotland. Ph.D. thesis, University of Cambridge, 1977.

Edition
- Alexandre Hardy, Panthée. (Textes Littéraires 53). Exeter, 1984.

Herausgeberschaften
- mit Jan Bloemendal and Charles Fantazzi (Hrsg.): Brill’s Encyclopedia of the Neo-Latin World. 2 Bde. Brill, Leiden 2014.
- mit Roger P. H. Green (Hrsg.): George Buchanan, Poet and Dramatist. Swansea, 2009.
- mit Y. Haskell und Philip Hardie (Hrsg.): Poets and Teachers. Latin Didactic Poetry and the Didactic Authority of the Latin Poet from the Renaissance to the Present. Bari, 1999.